# Donald-Olivier Sié
Donald-Olivier Sié (Abidjan, 3 april 1970) is een voormalig Ivoriaans voetballer, die speelde als middenvelder.

## Clubcarrière
Donald-Olivier Sié speelde tussen 1989 en 2001 voor ASEC Mimosas, Nagoya Grampus Eight, Toulouse, RC Paris en Stade Reims.

## Interlandcarrière
Sié debuteerde op 19 augustus 1990 in het Ivoriaans nationaal elftal en speelde 45 interlands, waarin hij 6 keer scoorde. Hij won in 1992 met zijn vaderland het toernooi om de Afrika Cup door in de finale Ghana na strafschoppen (11-10) te verslaan.